# 염자
염자(艷姿)는 돌나물과 대구돌나물속의 다육 식물이다. 학명은 크라술라 오바타(Crassula ovata). 남아프리카 공화국과 모잠비크가 원산지이며, 전 세계에서 관상용 식물로 기른다. 물을 적게 줘도 되고, 거의 모든 실내 환경에서 잘 버텨서 식물을 기르는 데 어려움이 없어서 인기가 높다.

## 사진

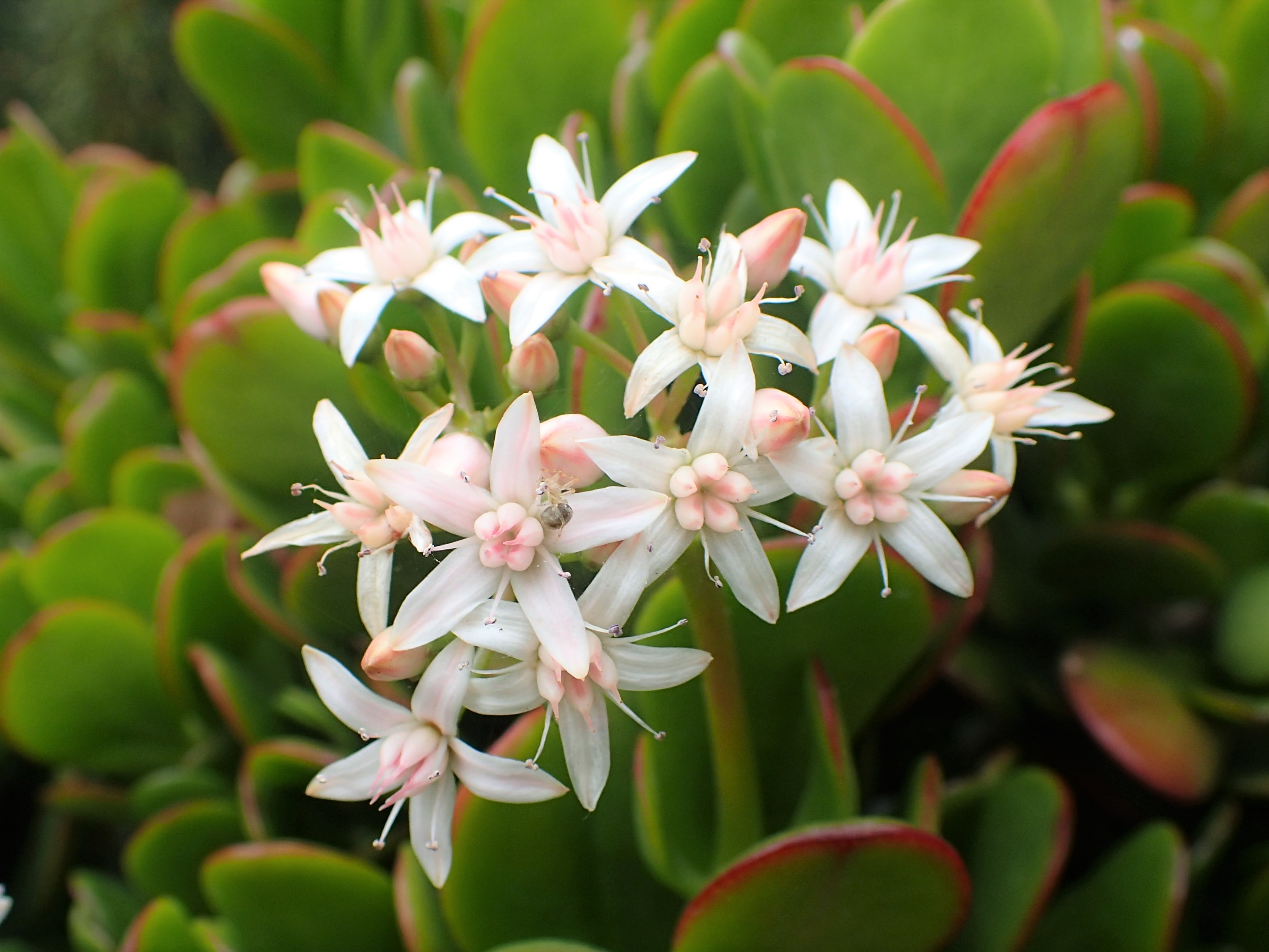
꽃
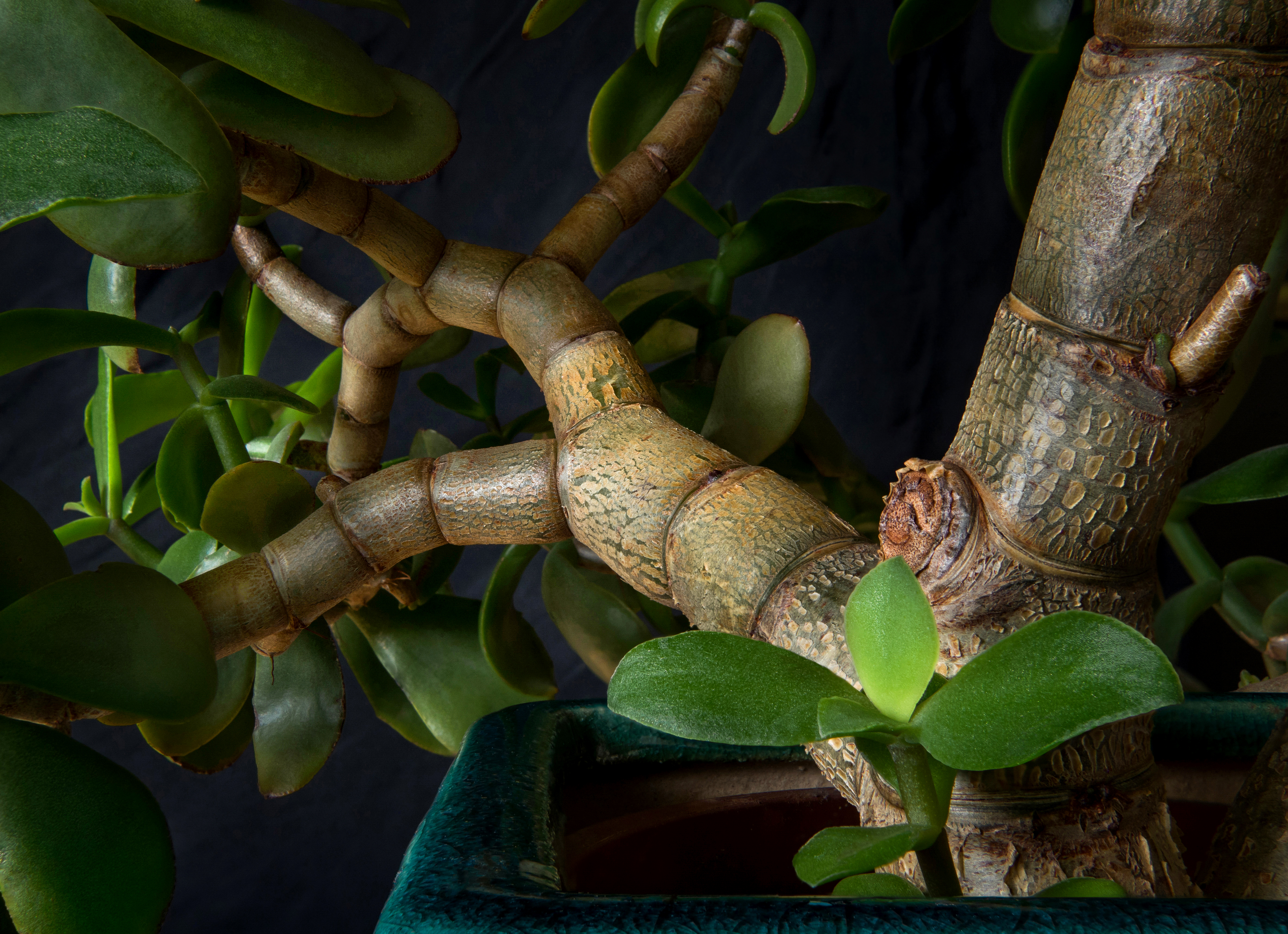
잎가지
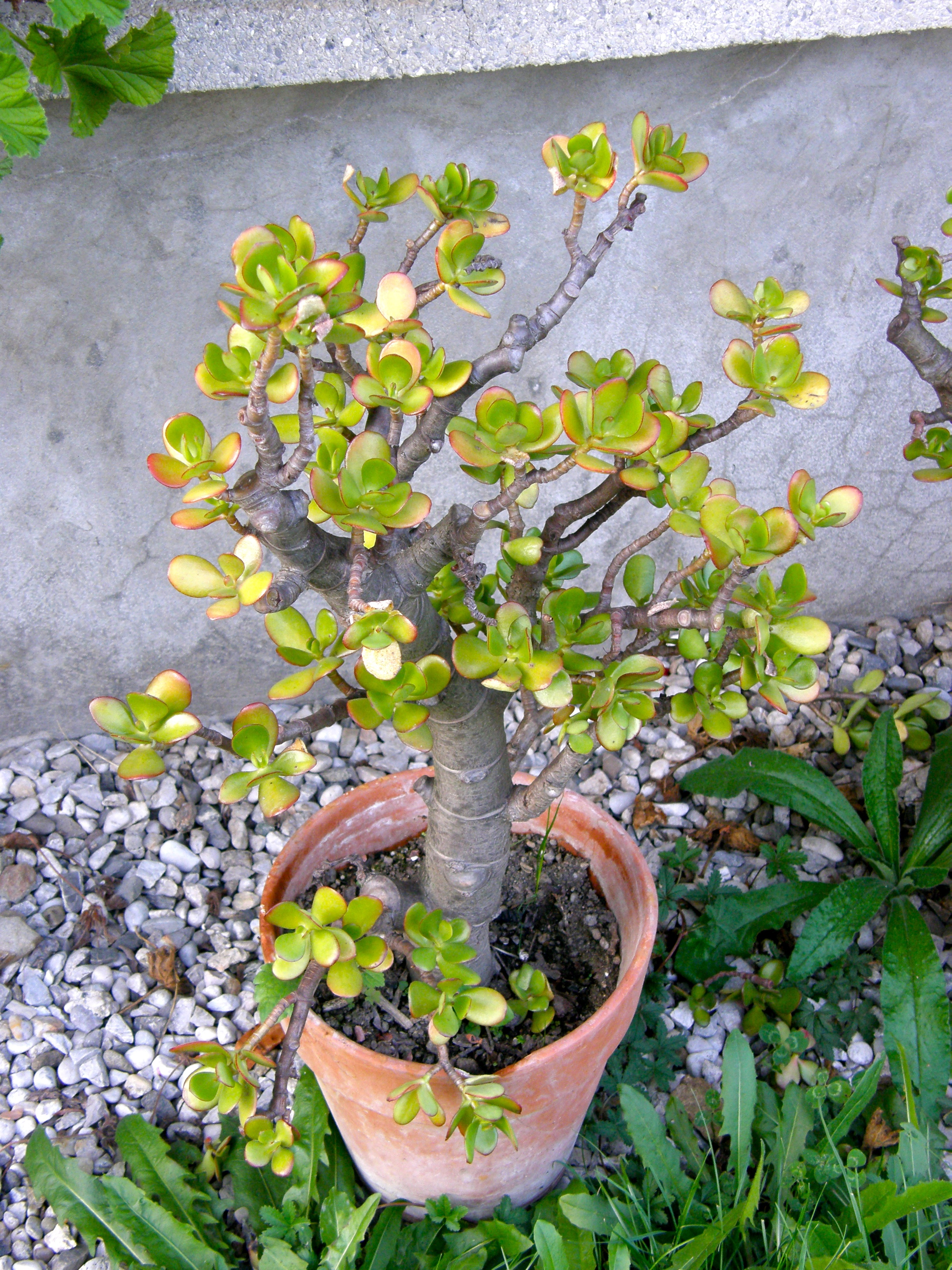
화분에 심긴 모습